# Griškevičius
Griškevičius ist ein litauischer männlicher Familienname.

## Weibliche Formen
- Griškevičiūtė (ledig)
- Griškevičienė (verheiratet)

## Bekannte Namensträger
- Domas Griškevičius (* 1985), litauischer Politiker, Vizebürgermeister von Šiauliai
- Petras Griškevičius (1924–1987), sowjetlitauischer Politiker